# Quero, Veneto
Quero är en ort och frazione i kommunen Quero Vas i provinsen Belluno i regionen Veneto i Italien.
Quero upphörde som kommun den 28 december 2013 och bildade med den tidigare kommunen Vas den nya kommunen Quero Vas. Den tidigare kommunen hade 2 502 invånare (2013).